# Дах Світу
«Дах Світу» (колишній прибутковий будинок Олени Граіль) — культова занедбана архітектурна споруда в центрі Харкова, за адресою провулок Театральний № 6. Побудований як прибутковий будинок Олени Граіль у 1910 році. Згорів у 1979 році[джерело?]. Це місце приваблює туристів, фотографів, руферів та людей, котрі цікавляться архітектурною історією Харкова.

## Історія
Будинок № 6 у Театральному провулку було збудовано в 1910 році за проєктом архітектора Льва Тервена, як прибутковий будинок Олени Граіль. Чотириповерхова будівля виконана у стилі модерн. Фасад прикрашений ліпниною на рослинну тематику: квітами, лататтям, плодовими рослинами. Над входом чоловічий маскарон, з якого росте квітка. Еркери прикрашені пілястрами з хвилястими лініями, а над ними жіночі маскарони. Будинок увінчано двома закругленими фронтонами. Загалом будівля є цікавим прикладом харківського модерну.
Багатоквартирний житловий будинок, збудований для здачі квартир у найми. Деякий час, у 1910-х роках, у квартирі 14 також розміщувався міський адресний стіл. Існують також міти щодо іншого призначення будівлі. Зокрема, за одним з них, спочатку тут планували організувати готель для елітних постояльців, але цього так і не сталось. Також існують версії, що тут розташовувався бордель і збиралися сатаністи. Однак жодних підтверджень ці легенди не мають.
Після початку радянської окупації України, у 1920-х роках, будівля націоналізована. За радянських часів тут знаходився гуртожиток для співробітників гідрометеорологічної служби. Після захоплення Харкова радянською армією у 1943 році, будівля перетворена на комунальні квартири. Влітку 1979 року[джерело?] на даху будівлі[джерело?] почалася велика пожежа, після якої будівля була закинута. У 1990-х роках тут планували відкрити обласну медичну бібліотеку, відновивши будівлю. Однак, «Дах Світу» так і не вдалося реконструювати. Натомість з'явилася ще одна легенда, за якою кожен, хто намагається перебудувати споруду, сходить з розуму.
Назва «Дах Світу» пов'язана з тим, що з даху та останніх поверхів будівлі відкривався панорамний краєвид на місто, зокрема Захарків. Після 1990-х років будинок одержав ще одну назву — «Будинок Бутусова», оскільки тут любили проводити вільний час молодь, співаючи пісні того часу.

## Сьогодення та майбутнє «Даху Світу»
Розпорядженням Харківської обласної державної адміністрації від 12 липня 2005 року будівля виключена з переліку пам'яток архітектури місцевого значення. У 2012 році в середині будівлі з'явилося графіті харківського вуличного художника Гамлета. 22 квітня 2020 року, депутати харківської міськради прийняли рішення про демонтаж «Даху Світу», та надання дозволу на будівництво житлової багатоповерхівки на його місці. 6 жовтня 2023 року будівля «Даху Світу» постраждала від вибуху російської ракети, що прийшовся у дорогу перед будівлею.

## Галерея

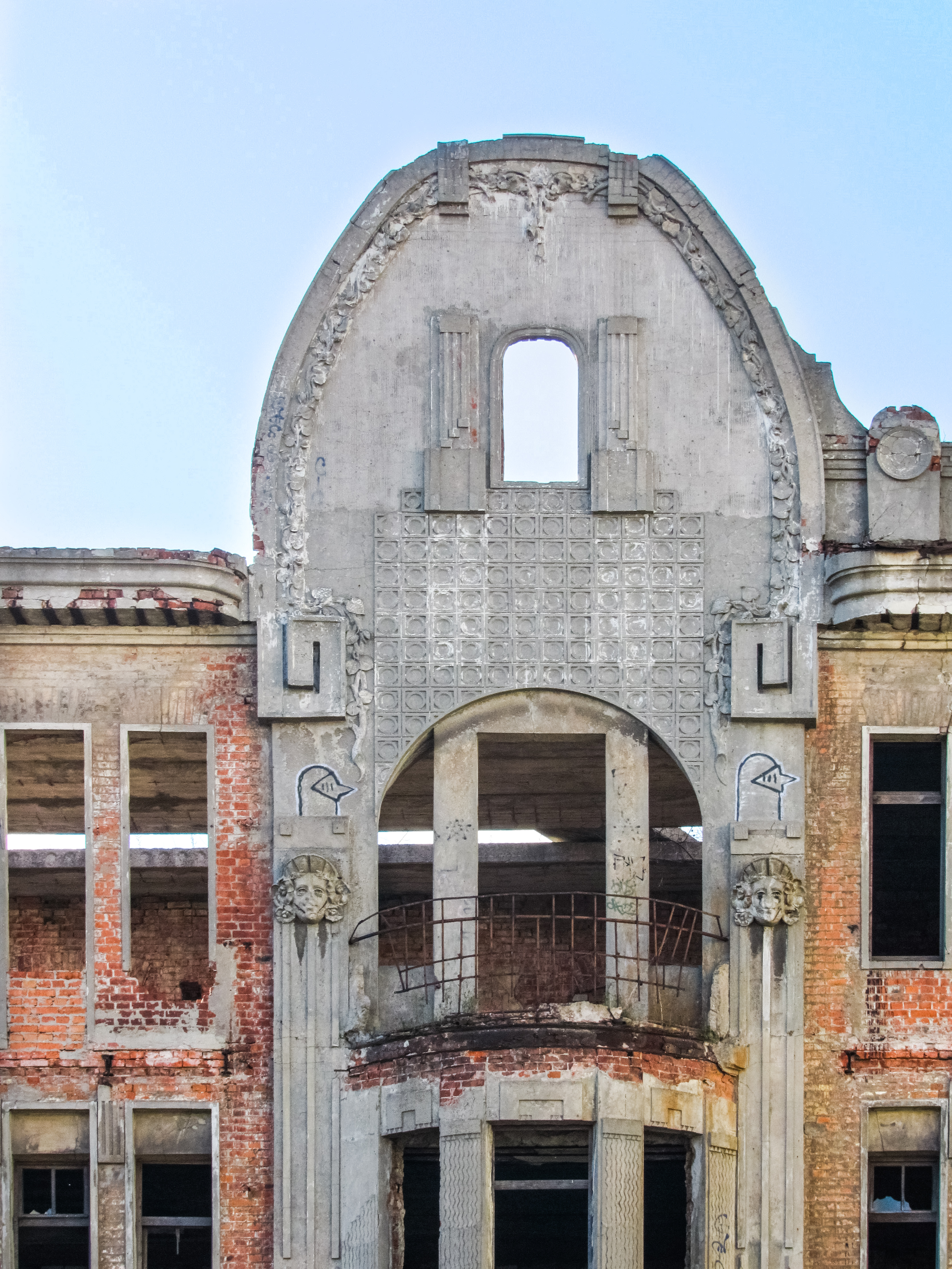
Деталі фасаду
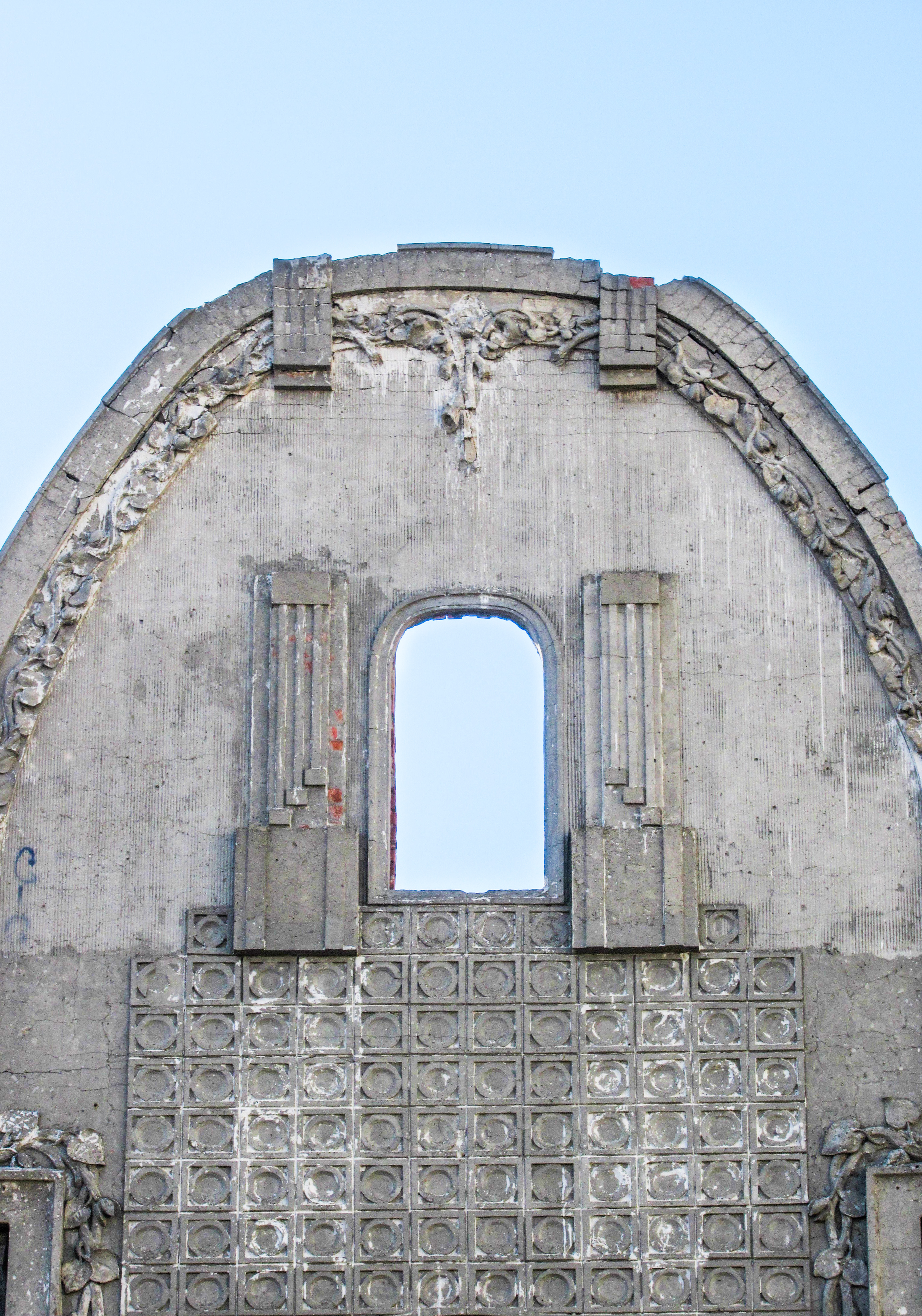
Фронтон будівлі, обрамлений рослинною ліпниною
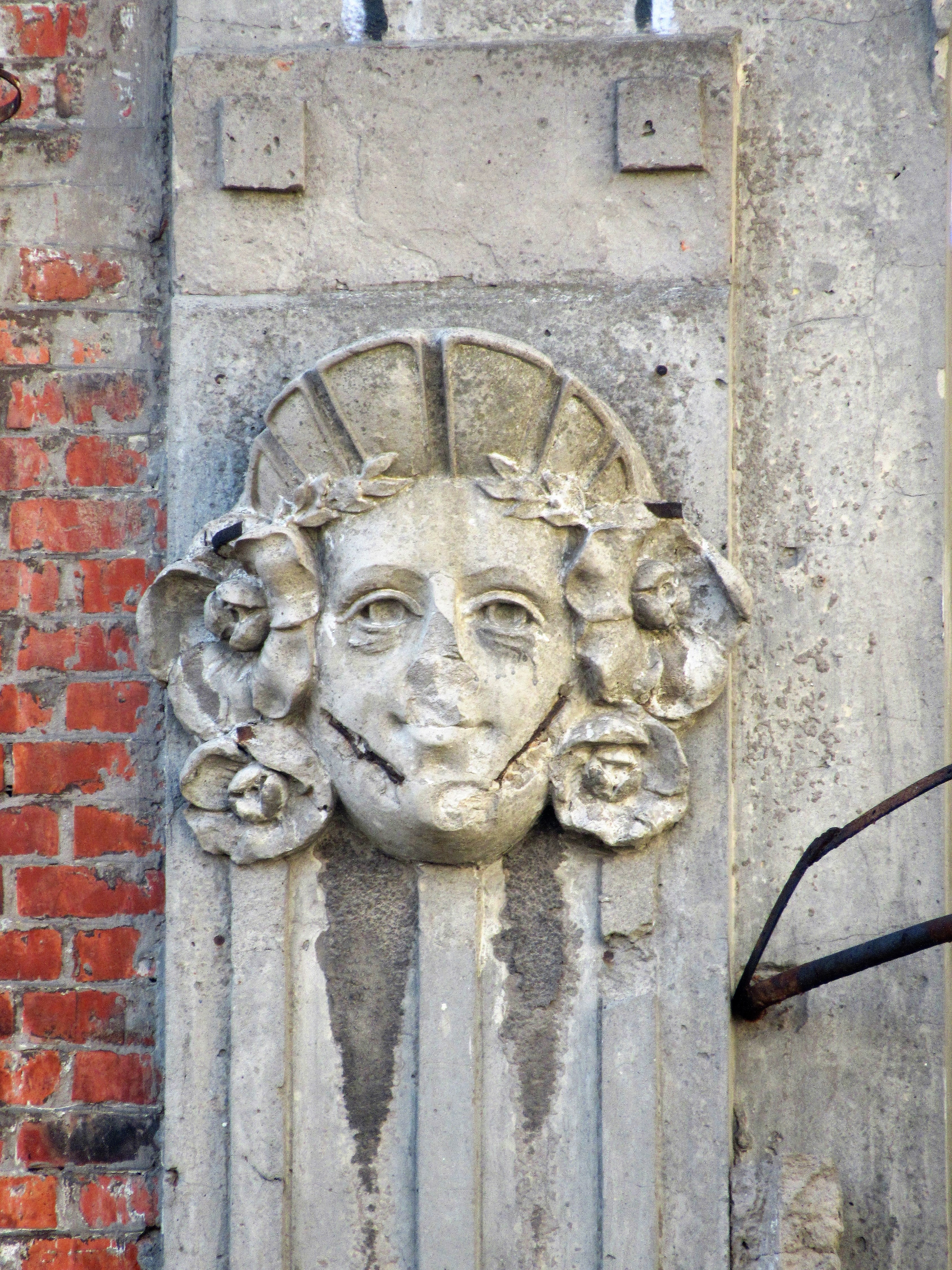
Один із жіночих маскаронів
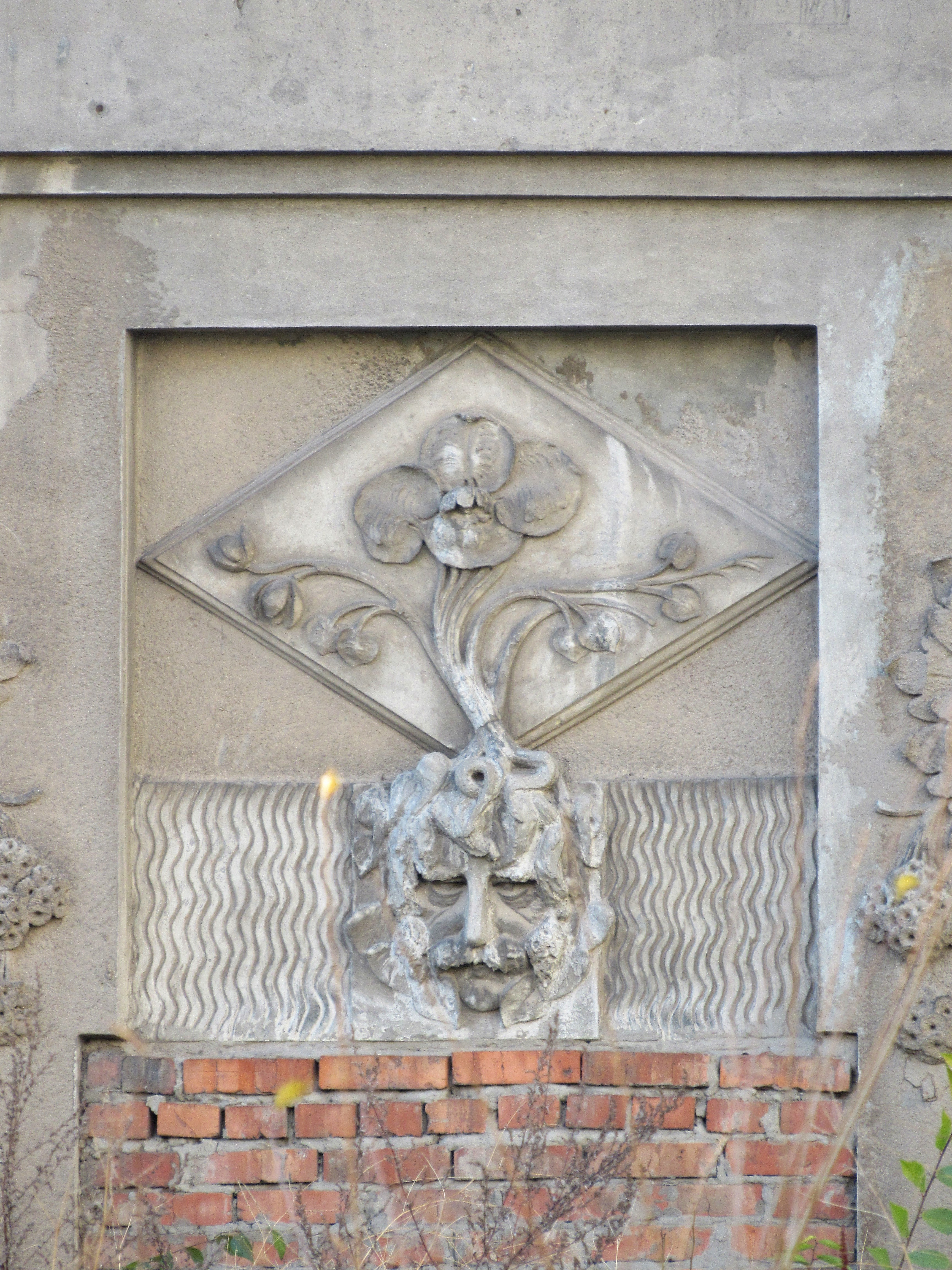
Маскарон над головним входом
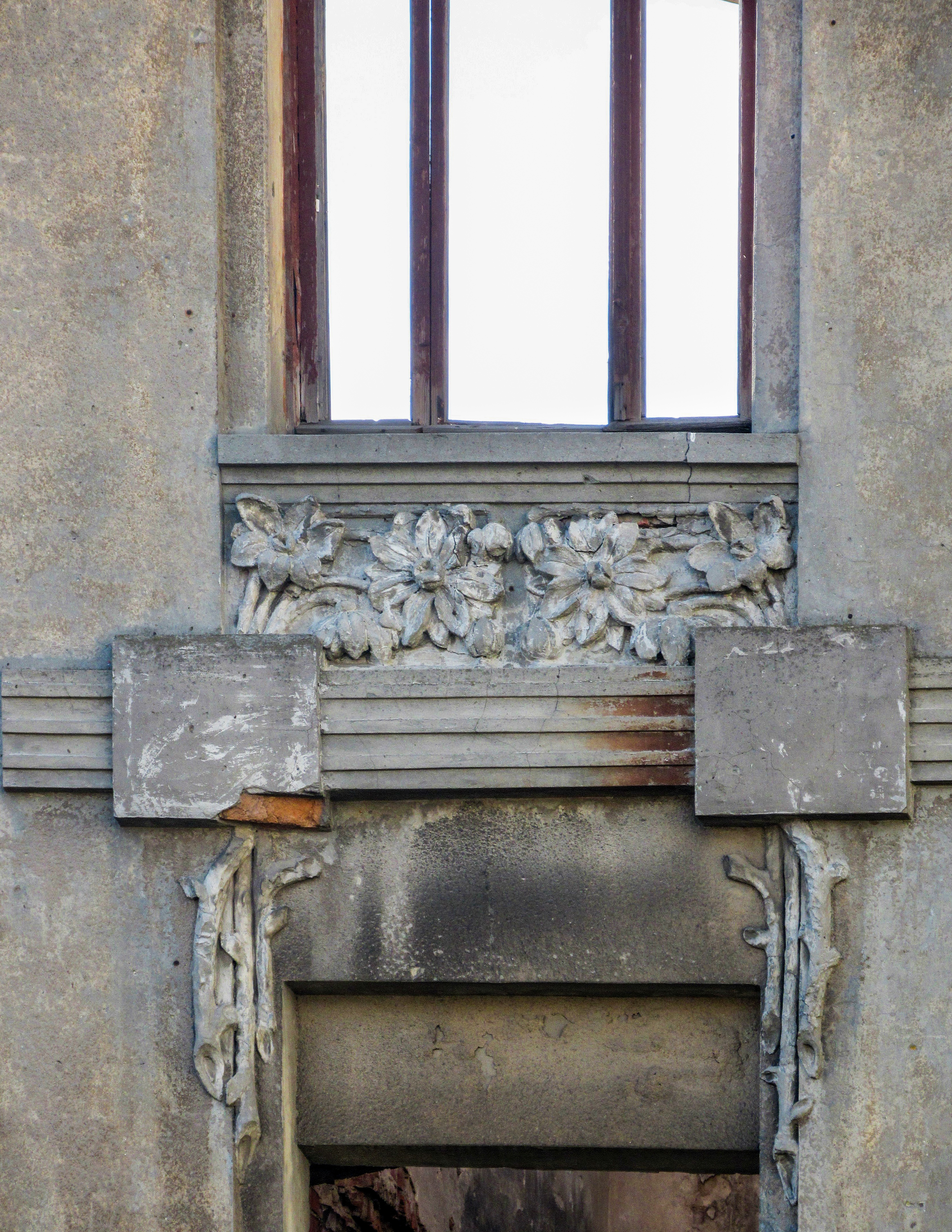
Декоративні елементи під одним з вікон
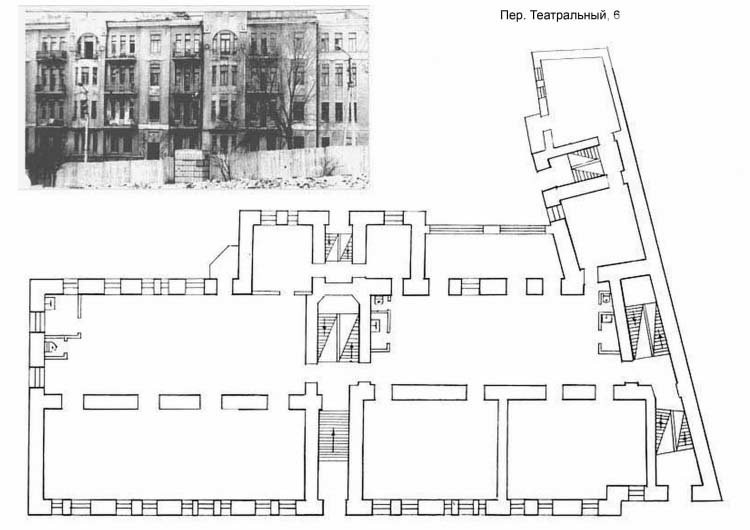
Проєкт будинку № 6 у провулку Театральному